# 島本久五郎
島本 久五郎（しまもと きゅうごろう、1895年（明治28年）4月1日 - 1973年（昭和48年）9月15日）は、日本の海軍軍人、最終階級は海軍少将。

## 経歴
和歌山県出身。島本熊太郎の三男として生れる。和歌山中学校を経て、1916年11月、海軍兵学校（44期）を95名中6番の席次で卒業し、翌年12月に海軍少尉任官。海軍潜水学校普通科を卒業し、「第28潜水艦」（呂号第五十四潜水艦）に乗り組む。海軍水雷学校高等科で学び、アメリカ駐在、「呂号第五十三潜水艦」艦長、第7潜水戦隊参謀、「呂号第二十七潜水艦」艦長などを経て、1930年11月、海軍大学校（甲種28期）を卒業。
「伊号第六十潜水艦」艦長、第1潜水戦隊参謀、軍令部員（第3部第5課）、練習艦隊参謀、第2艦隊参謀、海大教官、支那方面艦隊先任参謀を歴任した。2度めの海大教官在職中、山本五十六が連合艦隊司令長官に就任し、海軍省人事局は島本をその先任参謀に補職する方針であったが、結局同期の黒島亀人が補職された。人事局第1課長在職中は石川信吾を軍務局第2課長に発令することに反対したが、受け入れられなかった。のちに山本が｢海軍は石川を甘やかしすぎた｣と語った相手が島本である。太平洋戦争開戦時は、第7潜水隊司令であった。
標的艦「摂津」艦長、第6艦隊参謀長などを経て、1943年5月に海軍少将に進級。海上護衛総隊参謀長、同参謀副長、第3南遣艦隊参謀長、兼南西方面艦隊参謀副長を勤め、1947年1月、予備役に編入された。同年11月28日、公職追放仮指定を受けた。